# 深空之眼
《深空之眼》（代号：弥弥尔）是一款由厦门勇仕所开发的同屏连携3D动作游戏。游戏在2022年4月22日在中国大陆地区公测。全球版由上海悠星代理发行，2022年10月11日至10月21日进行了首次国际服测试。

## 游戏玩法
《深空之眼》为动作角色扮演，玩家将扮演一名新人管理员从修正者（Modifier）中自由搭配三人小队进行作战，每名修正者攻击方式各异且拥有不同的攻击属性。
特定修正者之间拥有连携技能，连携技能拥有有更高的伤害和特殊的动画演出效果。
游戏关卡中玩家的三人小队会有一名修正者由玩家控制其余两人由AI控制，关卡中无法切换操控的角色。

## 剧情
游戏发生在“那场灾害”席卷之后的旧世界，幸存者们便将意识上传至虚拟网络“盖亚”，寄希望于此延续生命火种。然而“盖亚”也并非安全之所，伴随着时代发展，名为“视骸”的怪物自数据源层诞生，意图侵害人类文明。
为了应对视骸危机，盖亚自检程序进化出人格化实体，并为他们冠以神名，这便是修正者。而玩家将作为修正者们的管理员，加入深空之眼，与他们一同深入视骸肆虐之境，反抗倾覆在即的命运，屹立不屈的魂灵。

## 开发
2022年3月17日，Yostar宣布将修正測試。
2023年1月5日，Yostar宣布将开启事前预约。

## 评价
游戏葡萄的记者九莲宝灯给出的评价是「在现今的二次元市场有潜力」。
本作开发商勇仕网络是《碧藍航線》联合开发商（另一间是上海蛮啾），由于该作是厦门勇仕第一齣獨立開發並運營的游戲，因此上线之前便备受二次元玩家瞩目。Gamelook报道称，实际上线当天，《深空之眼》便登顶App Store免费榜，并杀入畅销榜前十。

## 外部连接
- 官方网站 （页面存档备份，存于）
- 官方网站 （页面存档备份，存于）（英文）